# 西谷川 (熊本県)
西谷川（にしたにがわ）は、熊本県中部を流れる坪井川水系の二級河川である。

## 地理
熊本県熊本市西区河内町大多尾付近に源を発し東流。北区立福寺町付近で立福寺川と合流し、立福寺町と硯川町の境界付近で井芹川に合流する。

## 流域自治体
熊本県
熊本市（西区 - 北区）

## 並行する交通
- 熊本県道332号小天下硯川線

## 橋梁
- 参拝橋
- 万楽寺下橋
- 太郎迫橋 - 熊本県道101号植木河内港線
- 四付字橋
- 菰田橋
- 中谷川橋

## 支流
- 三の岳川 - 熊本市西区河内町大多尾付近に源を発し、北区万楽寺町付近で西谷川に合流する。
- 立福寺川 - 熊本市西区河内町東門寺付近に源を発し、北区万楽寺町付近で西谷川に合流する。
  - 丸山谷川
  - 狢谷川
  - 西鶴川

## 周辺情報
- 熊ノ岳
- 大多尾公民館
- 出羽公民館
- 万楽寺公民館